# Marguerite d'Hauser
Marguerite d'Hauser, även kallad Marguerite de Wendel och Madame d'Hayange, född 1720, död 1802, var en fransk industriman. 
Hon var gift med Charles de Wendel (d. 1784), ägare av Wendel-smältverken i Lorraine. Hon kom efterhand att spela en alltmer aktiv roll i affärsverksamheten då hennes make åldrades och hennes söner ägnade sig åt affärsverksamhet i andra delar av Frankrike, och skötte vid flera tillfällen dokumenterade affärskontrakt och kontakter med de franska myndigheterna. 
Under franska revolutionen emigrerade hennes söner och svärsöner och hennes sonson avrättades under skräckväldet. Hon skötte under dessa år ensam smältverken, som då stod för en stor del av den franska vapenindustrin. Hon fick då sköta kontakten med myndigheterna, som satte verksamheten under bevakning. År 1794 blev hon slutligen arresterade och verksamheten konfiskerad. 
Hon frigavs 1795, och levde sedan på en liten pension innan hennes familj återvände från exilen och återvann verken 1803.